# 卡羅爾·安·蘇西
卡羅爾·安·蘇西（英語：Carol Ann Susi，1952年2月2日－2014年11月11日），是一位美國女演員，她的演藝生涯持續了40年。她最著名的兩個角色分別是她演藝生涯的第一個和最後一個角色。她在《高爾察克之錦衣夜行》中飾演常设角色莫妮克·馬梅爾斯坦，該角色是一個不太稱職但討人歡喜的實習生，這是她在大銀幕上的首次亮相。在經過三十多年出演無數配角之後，她的人氣急速上升；這是因為她為CBS情景喜剧《生活大爆炸》中的常設角色和路威茲夫人配音。

## 個人生活
卡羅爾·安·蘇西出生於纽约布鲁克林区的一個意大利裔美國人家庭，她在1970年畢業於布魯克林的富蘭克林德拉諾羅斯福高中。在1970年代搬到洛杉矶之前，她曾在紐約市的HB工作室學習演戲。

## 職業生涯
蘇西在《高爾察克之錦衣夜行》中首次出現在銀幕上，她在劇中飾演常設角色實習生莫妮克·馬梅爾斯坦。她的其他電視和電影作品包括：《麥克米蘭夫婦》，《妹力四射》，《愛情大龍鳳》，《生活大爆炸》，《歡樂酒店》，《貝克爾醫生》，1990年的摩托車喜劇《討厭大師》，《醫人當自強》，《70年代秀》，《醫家外傳》，《貓狗鬥一番》，《朝我開槍！》，《憔悴潘郎》，《夜間法庭》，《皇后區之王》，《捉神弄鬼》，《紐約重案組》，《宋飛正傳》，《發達之路》，《我的藍色天堂》和《魔法少女上學記》。她在現場戲劇演出方面擁有豐富的經驗，並曾在電子遊戲《鑑證紐約》中為一個角色配音。

## 病逝
蘇西於2014年11月11日在加利福尼亚州洛杉矶因癌症去世，享年62歲。她在去世前一周被診斷出患有癌症。她被安葬在纽约東法明代爾 (紐約州)的聖查爾斯公墓。她在《生活大爆炸》中的角色和路威茲夫人被安排在2015年2月19日播出的“漫畫書店的再生”中逝世，以此表示悼念。

## 作品列表

### 電影
| 年份 | 標題                    | 角色                         | 附註                |
| ---- | ----------------------- | ---------------------------- | ------------------- |
| 1984 | 《愛情場景》（英語：Love Scenes）  | 蘇珊（英語：Susan）               |                     |
| 1987 | 《悍妞萬里追》          | 接待員                       |                     |
| 1987 | 《發達之路》            | 瓊                 |                     |
| 1989 | 《血紅》                | 塞傑斯特拉的女兒#1（英語：Segestra Daughter #1） |                     |
| 1989 | 《婚礼乐队》            | 安吉拉（英語：Angela）             |                     |
| 1989 | 《午夜驚情》            | －                           |                     |
| 1990 | 《我的藍色天堂》        | 菲洛梅娜（英語：Filomena）           |                     |
| 1990 | 《討厭大師》            | 坎迪·科萊蒂（英語：Candy Colletti）        |                     |
| 1992 | 《捉神弄鬼》            | 精神病患者                   |                     |
| 1993 | 《Under Investigation》 | 鄰居                         |                     |
| 1996 | 《錢娜》（英語：Qiana）      | 女服務員                     | 短片                |
| 1996 | 《伊迪與潘》            | 厄瑪（英語：Irma）               |                     |
| 1996 | 《婚禮鐘聲藍調》        | 阿納什阿姨（英語：Aunt Anash）         |                     |
| 1996 | 《棉白楊》（英語：The Cottonwood）    | －                           |                     |
| 1997 | 《Eat Your Heart Out》  | 辛西婭（英語：Cynthia）             |                     |
| 1998 | 《黑幫掌門人》          | 克拉馬託的妻子（英語：Clamato's Wife）     |                     |
| 1998 | 《Waiting for Woody》   | －                           | 短片                |
| 2000 | 《阿瑪蒂女孩》          | 售票員                       |                     |
| 2000 | 《風暴之眼》（英語：Tempest Eye）  | 莫妮克（英語：Monique）             |                     |
| 2001 | 《貓狗鬥一番》          | 蘇菲的妹妹（英語：Sophie's Sister）         |                     |
| 2002 | 《值班約會》（英語：Duty Dating）  | 研討會的女人                 |                     |
| 2006 | 《咖啡約會》            | 戴安娜的助手（英語：Diana's Assistant）       |                     |
| 2008 | 《紅絲絨》              | 母親                         |                     |
| 2008 | 《愛情大龍鳳》          | 馬加比夫人（英語：Mrs. Maccabee）         |                     |
| 2014 | 《A Life, Taken》       | 曼庫索女士（英語：Ms. Mancuso）         | 短片 最後的電影角色 |

### 電視
| 年份             | 標題                                 | 角色                                            | 附註                                                                          |
| ---------------- | ------------------------------------ | ----------------------------------------------- | ----------------------------------------------------------------------------- |
| 1974             | 《高爾察克之錦衣夜行》               | 莫妮克·馬梅爾斯坦                     | 3集                                                                           |
| 1974             | 《死亡的劈啪聲》                     | 莫妮克·馬梅爾斯坦                     | 電視電影 片段：“Firefall”                                                     |
| 1975             | 《麥考伊》                           | －                                              | 單集：“The Big Ripoff”                                                        |
| 1975             | 《麥克米蘭夫婦》                     | 盧安娜（英語：Luana）／ 不是勞拉的女服務員（英語：Waitress not Laura） | 2集； 1集未記名                                                               |
| 1976             | 《悲歡歲月》                         | 女服務員                                        | 單集：“Part V: Chapter 7”                                                     |
| 1981             | 《Leave 'em Laughing》               | 吉娜（英語：Gina）                                  | 電視電影                                                                      |
| 1987             | 《My Sister Sam》                    | 瑪莎·哈默（英語：Marsha Hammer）                             | 單集：“Go Crazy”                                                              |
| 1987             | 《西蒙兄弟》                         | 多琳（英語：Doreen）                                  | 單集：“New Cop in Town”                                                       |
| 1987             | 《傑克和胖子》                       | 莎莉（英語：Sally）                                  | 單集：“Have Yourself a Merry Little Christmas”                                |
| 1989             | 《嫁給黑幫》（英語：Married to the Mob）               | 瑪麗蓮（英語：Marilyn）                                | 電視短片                                                                      |
| 1989             | 《老闆是誰？》                       | 金格（英語：Ginger）                                  | 單集：“In Your Dreams”                                                        |
| 1989-1990        | 《世代》                             | 塞爾瑪（英語：Thelma）                                | 8集； 5集記名                                                                 |
| 1990             | 《成长的烦恼》                       | 諾瑪（英語：Norma）                                  | 單集：“The Home Show”                                                         |
| 1990             | 《夜間法庭》                         | 瑪拉·伯恩斯坦（英語：Mara Bernstein）                         | 單集：“My Three Dads”                                                         |
| 1990             | 《我的這一班》                       | 勒馬斯護士（英語：Nurse Lemas）                            | 單集：“Billy's Big One”                                                       |
| 1990             | 《亞當-12》                          | 薇琪（英語：Vicki）                                  | 單集：“Vigilante”                                                             |
| 1990             | 《已婚人士》                         | 格洛麗亞（英語：Gloria）                              | 單集：“Term Paper”                                                            |
| 1990             | 《多納》（英語：Doner）                   | 柏林內蒂（英語：Berlinetti）                              | 電視電影                                                                      |
| 1990-1993        | 《風雲女郎》                         | 女檢查員／ 秘書#37                              | 2集                                                                           |
| 1991             | 《歡樂酒店》                         | 安吉麗娜（英語：Angeline）                              | 單集：“Honor Thy Mother”                                                      |
| 1991             | 《天才小醫生》                       | 靈媒                                            | 單集：“Doogie's Wager”                                                        |
| 1992             | 《宋飛正傳》                         | 嘉莉（英語：Carrie）                                  | 單集：“The Boyfriend”                                                         |
| 1992             | 《鮑勃》                             | 黛布拉（英語：Debra）                                | 單集：“P.C. or Not P.C.”                                                      |
| 1992             | 《一個不同的世界》                   | 服務台中士（英語：Desk Sergeant）                            | 單集：“Faith, Hope, and Charity: Part 2”                                      |
| 1992             | 《新婚物語》                         | 女乘客                                          | 2集； 1集未記名                                                               |
| 1993             | 《開花》                             | 修女                                            | 單集：“The Best Laid Plans of Mice and Men”                                   |
| 1993             | 《好建議》                           | 病人                                            | 單集：“The Kiss”                                                              |
| 1994             | 《紐約重案組》                       | 康妮（英語：Connie）                                  | 單集：“Jumpin' Jack Fleishman”                                                |
| 1994             | 《Big Daddy's Barbeque》             | 迪爾德麗（英語：Deirdre）                              | 電視電影                                                                      |
| 1995             | 《保鏢》                             | 選美導演斯隆小姐（英語：Pageant Director Miss Sloane）                      | 單集：“Here She Comes, Miss Murder”                                           |
| 1995-1996        | 《憔悴潘郎》                         | 弗蘭妮（英語：Frannie）                                | 3集                                                                           |
| 1996             | 《家庭法院》                         | 康妮（英語：Connie）                                  | 單集：“Touched by an Anger”                                                   |
| 1996             | 《仁心仁術》                         | 懷孕的被外星人綁架者（英語：Pregnant Alien-Abductee）                  | 單集：“Baby Shower”                                                           |
| 1996-1997        | 《Something So Right》               | 格雷西（英語：Gracie）／ 格蕾絲（英語：Grace）             | 8集                                                                           |
| 1997             | 《火起來》                           | 賣肉的女人                                      | 單集：“Pilot”                                                                 |
| 1998             | 《朝我開槍！》                       | 布基迪斯夫人（英語：Mrs. Boukidis）                          | 單集：“Pass the Salt”                                                         |
| 1998             | 《哦，寶貝》                         | 費利西亞（英語：Felicia）                              | 單集：“Picking a Donor”                                                       |
| 1998             | 《魔法少女上學記》                   | 多麗絲（英語：Doris）                                | 單集：“It's a Mad Mad Mad Mad Season Opener”                                  |
| 1998             | 《貝克爾醫生》                       | 馬里諾夫人（英語：Mrs. Marino）                            | 單集：“Take These Pills and Shove 'Em”                                        |
| 1998             | 《USA High》                         | 拉扎里尼夫人（英語：Mrs. Lazzarini）                          | 單集：“Goodbye Lazz”                                                          |
| 1999             | 《從此幸福快樂：每個孩子的童話故事》 | 三號鴿（英語：Third Pigeon）                                | 配音； 單集：“The Happy Prince”                                               |
| 2000             | 《城市傢伙們》                       | 脾氣暴躁的女人                                  | 單集：“Who Da Man?”                                                           |
| 2000-2005        | 《皇后區之王》                       | 服務台經理／ 德盧卡夫人（英語：Mrs. Deluca）               | 2集                                                                           |
| 2001             | 《Rude Awakening》                   | 白蘭地（英語：Brandy）                                | 單集：“Dawg Daze Afternoon”                                                   |
| 2001             | 《這就是生活》                       | 泰西·道爾頓（英語：Tessie Dalton）                           | 單集：“Miracle at the Cucina”                                                 |
| 2001             | 《身前身後》                         | 寶琳·羅馬諾（英語：Pauline Romano）                           | 單集：“The Foot”                                                              |
| 2004             | 《飯後甜點》                         | 古齊夫人（英語：Mrs. Guzzi）                              | 電視電影                                                                      |
| 2004             | 《德魯·凱利秀》                      | 多麗絲（英語：Doris）                                | 單集：“Liar Liar House on Fire”                                               |
| 2005             | 《麥克布萊德：女士，這是謀殺》       | 海倫（英語：Helen）                                  | 電視電影                                                                      |
| 2005             | 《醫家外傳》                         | 蘇西（英語：Susy）                                  | 2集                                                                           |
| 2006             | 《红娘公司》                         | 格溫（英語：Gwen）                                  | 單集：“Grace Under Fire”                                                      |
| 2006             | 《70年代秀》                         | 接待員                                          | 2集                                                                           |
| 2007             | 《時間旅人》                         | －                                              | 單集：“Double Down”                                                           |
| 2007-2014； 2017 | 《生活大爆炸》                       | 和路威茲夫人                                    | 常設角色；40集                                                                |
| 2008             | 《“俏”Betty》                        | 加萊亞諾夫人（英語：Mrs. Galeano）                          | 單集：“Zero Worship”                                                          |
| 2008             | 《醫人當自強》                       | 博爾索科夫斯基夫人（英語：Mrs. Borsokowski）                    | 單集：“Brave New World”                                                       |
| 2010             | 《愛你到死》                         | 瑪喬麗·普特南（英語：Marjorie Putnam）                         | 單集：“Snore Loser”                                                           |
| 2012             | 《機器人和怪物》                     | 凱蒂（英語：Katie）                                  | 單集：“How to Train Your Marf/Blinking Light”                                 |
| 2019             | 《少年謝爾頓》                       | 和路威茲夫人                                    | 聲音（封存錄音）； 單集：“A Swedish Science Thing and the Equation for Toast” |

### 電子遊戲
| 年份 | 標題           | 角色                                          | 附註 |
| ---- | -------------- | --------------------------------------------- | ---- |
| 2008 | 《鑑證紐約》   | 多麗絲·布朗（英語：Doris Brown）／ 帕梅拉·羅斯（英語：Pamela Ross） | 配音 |
| 2010 | 《四海兄弟II》 | 清潔女工／ 瑪麗亞·阿涅洛（英語：Maria Agnello）            | 配音 |

## 外部連結
- 卡羅爾·安·蘇西在互联网电影资料库（IMDb）上的資料（英文）